# Falls of the Ohio State Park

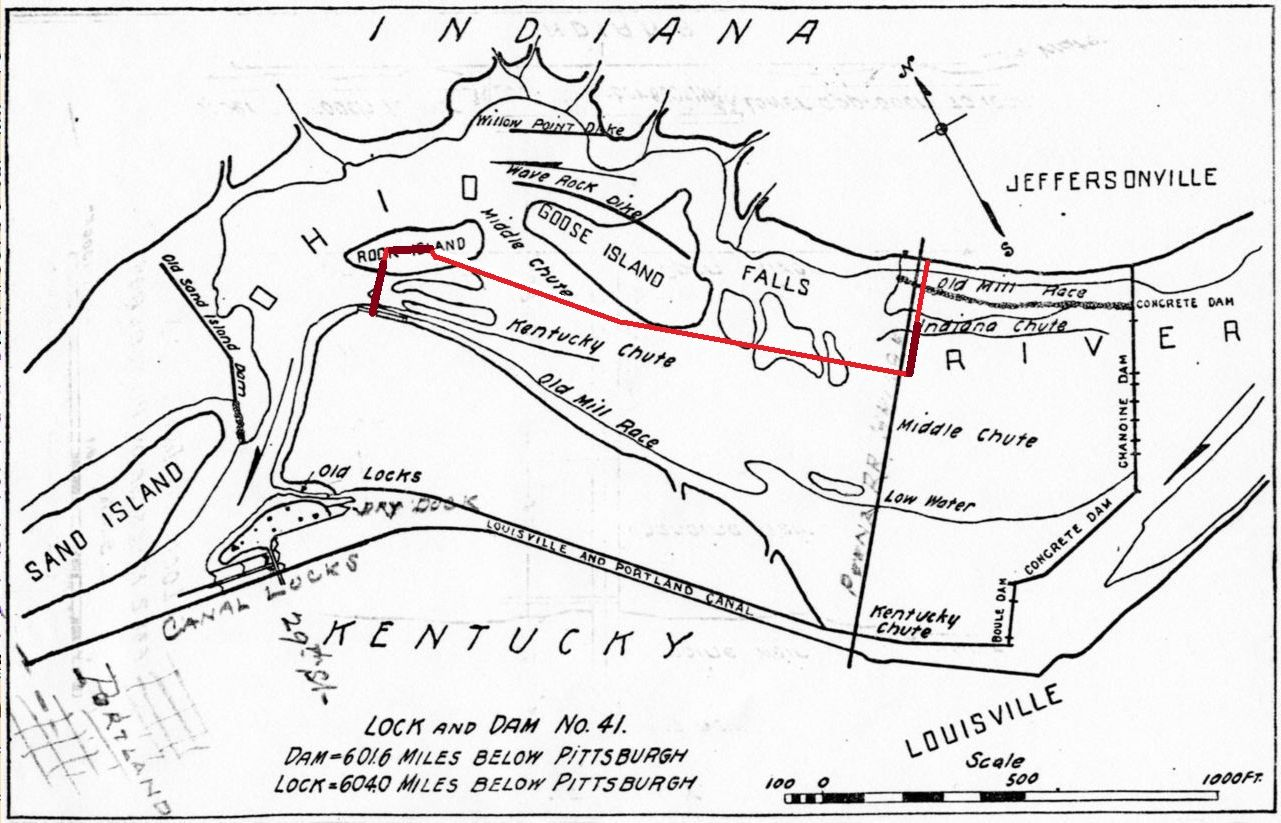
Stromschnellen im Ohio-River;
in rot: heutiger Damm, der den größten Teil der Stromschnellen (unten und rechts) überstaut

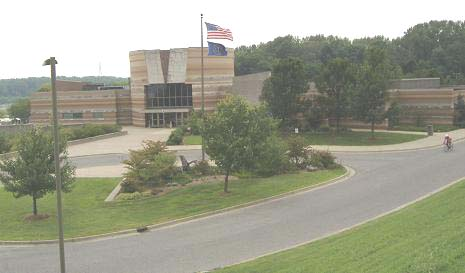
Visitor Center des Falls of the Ohio State Park

Der Falls of the Ohio State Park ist ein State Park in den U.S.-Staaten Indiana und Kentucky. Er befindet sich auf dem heute nicht überstauten Teil der Ohio-Stromschnellen bei Clarksville/Indiana gegenüber von Louisville/Kentucky (siehe links stehende Abbildung). Der Park ist Teil der Falls of the Ohio National Wildlife Conservation Area. Im Besonderen wird in ihm das zahlreiche Fossilien enthaltende, aus im Devon abgelagerten Kalkstein bestehende Flussbett (fossil bed) geschützt. Die frei gelegten, auf 89 Hektar Fläche verteilten Fossillagerstätten können bei Niedrigwasser (vorwiegend von August bis Oktober) besichtigt werden.
Die Fossilbetten waren in prähistorischen Zeiten Meeresgrund mit Korallen und anderen Lebewesen, die nach ihrem Tod abgesunken und von Sedimenten überdeckt wurden. Beim Rückzug der Eiszeitgletscher wurden die Deckschichten weggeschwemmt. In diesen Jeffersonville Limestone Formationen wurden mehr als 250 Arten versteinerter Korallen und insgesamt über 600 verschiedene Fossilienarten wie Armfüßer, Gliederfüßer, Stachelhäuter, Stromatoporen, Weichtiere und Mikroben gefunden, darunter etwa zwei drittel Erstbeschreibungen.
Die „Ohiofälle“ sind Stromschnellen mit einem Gefälle von 8 Höhenmetern auf einer Strecke von 4 Flusskilometern. Sie sind das einzige natürliche Hindernis für die Schifffahrt auf dem Ohio River. 
George Rogers Clark, der ältere Bruder des Entdeckers William Clark, gründete 1783 die Stadt Clarksville. Das Gebiet seiner Wohnstätte gehört ebenfalls zum State Park, auch wenn die Unterkunft nicht mehr erhalten ist.
Der Ornithologe und Zeichner John James Audubon (Hauptwerk: Die Vögel Amerikas) fertigte während seines Aufenthalts in der Gegend 200 Skizzen von 14 Vogelarten an (inzwischen wurden 270 Vogelarten registriert). Im großräumigen Flussabschnitt des Ohios sind 130 Fischarten gelistet, darunter auch gefährdete Löffelstöre.
Im Visitor Center sind verschiedene Ausstellungen zur Geologie, Vorgeschichte, Kulturgeschichte und Lokalgeschichte mit über 100 Exponaten, sowie Aquarien, Unterrichtsräume, Beobachtungszonen für Wildtiere und Aussichtsbereiche untergebracht. Im Jahr 2008 wurden über 450.000 Besucher im State Park gezählt.